# 李德洙
李德洙（中国朝鲜语：／，1943年11月—），男，朝鲜族，吉林汪清人，中华人民共和国政治人物，曾任国家民族事务委员会党组书记、主任，兼任中共中央统战部副部长。历任中国共产党第十二届中央委员会候补委员，第十三届、十四届、十五届、十六届中央委员。中共第十三、十四、十五、十六、十七次全国代表大会代表。

## 生平
1943年11月生，吉林省延边朝鲜族自治州汪清县人。
1965年加入中国共产党，1967年毕业于延边大学政治系。1967年参加中共汪清县委工作至1978年。
1978年任共青团中央委员、共青团吉林省委副书记、党组副书记、吉林省青联主席。
1983年任中共吉林省龙井县委书记。同年任中共吉林省延边州委书记兼州长。
1985年至1998年，先后任中共吉林省委常委兼延边州委书记、吉林省副省长兼中共延边州委书记、国家民委党组成员、国家民委副主任、中共中央统战部副部长。
1998年3月，任国家民委党组书记、主任，中央统战部副部长。2003年3月17日，中华人民共和国国家主席胡锦涛发布第二号中华人民共和国主席令，根据中华人民共和国第十届全国人民代表大会第一次会议的决定，他被任命为国家民族事务委员会主任。
2008年，当选第十一届全国政协常务委员，代表少数民族界，分入第四十九组。